# ليندا غودوين
ليندا غودوين (بالإنجليزية: Linda M. Godwin)‏ (و. 1952 – م) هي رائدة فضاء، وعالمة من الولايات المتحدة الأمريكية . ولدت في كاب جيراردو، ميزوري .

## ريادة الفضاء
شاركت في المهمات الفضائية:
- STS-59
- STS-108
- STS-37
- STS-76.